# Aqüífer

Figura 1. Esquema d'un aqüífer típic. Les fletxes indiquen les direccions típiques de flux, en secció transversal, d'un aqüífer simple.

Un aqüífer és una formació de terra subterrània saturada d'aigua que pot estar formada per roques permeables o materials sense consolidar (grava, sorra o llim). L'aigua s'emmagatzema i circula a través d'aquests materials. Aquesta aigua pot ser extreta i utilitzada fent servir pous, mines i altres sistemes de captació. L'estudi dels aqüífers està a càrrec de la hidrogeologia.
És sinònim de mantell freàtic o capa freàtica.

## Proporció de l'aigua subterrània en la hidrosfera
L'aigua subterrània representa una fracció important de la massa d'aigua present en cada moment en els continents, amb un volum molt més important que la massa d'aigua retinguda en llacs o circulant, i encara que menor al de les glaceres, les masses més extenses poden arribar a milions de km² (com l'aqüífer guaraní).

## Estructura dels aqüífers
Un aqüífer és un terreny rocós permeable disposat sota la superfície, on s'acumula i per on circula l'aigua subterrània. En un aqüífer "lliure" es distingeix:
- Una zona de saturació, que és la situada a sobre de la capa impermeable, on l'aigua omple completament els porus de les roques. El límit superior d'aquesta zona, que el separa de la zona vadosa o de ventilació, és el nivell freàtic i varia segons les circumstàncies: descendint en èpoques seques, quan l'aqüífer no es recarrega o ho fa a un ritme més lent que la seva descàrrega, i ascendint, en èpoques humides.
- Una zona de ventilació o vadosa, és l'espai comprès entre el nivell freàtic i la superfície, on no tots els porus estan plens d'aigua.

Quan la roca permeable on s'acumula l'aigua es localitza entre dues capes impermeables (que poden tenir forma còncava o no) l'aigua es troba sotmesa a una pressió més gran que l'atmosfèrica. Si la diferència de pressions entre l'atmosfera i la pressió de l'aigua és molt gran, aquesta flueix com un brollador (tipus pou artesià). La pressió de l'aigua captiva entre capes impermeables ve donada per l'anomenat nivell piezomètric.

## Tipus d'aqüífer

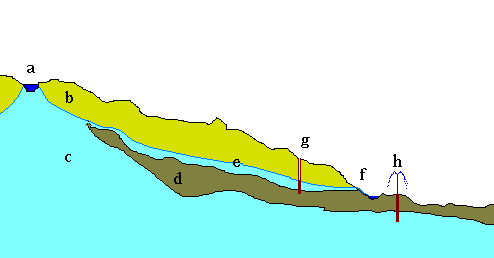
tipus d'aqüífers

Des del punt de vista de la seva conformació es poden distingir els aqüífers lliures, i els aqüífers confinats. A la figura del costat s'il·lustren els dos tipus d'aqüífers i llur relació amb formacions com ara llacs, fonts i pous: 
- Riu o llac (a), en aquest cas és la font de recàrrega d'ambdós aqüífers.
- Sòl porós no saturat (b) o vadosa.
- Sòl porós saturat (c), en el qual hi ha un estrat de terreny impermeable (d), format, per exemple per argila. Aquest estrat impermeable confina l'aqüífer a cotes inferiors.
- Sòl impermeable (d).
- Aqüífer no confinat (e).
- Font (f). Sorgiment a l'atmosfera de l'aqüífer 'e' en forma de font.
- Pou que capta aigua de l'aqüífer no confinat (g).
- Pou (h) que arriba a  l'aqüífer confinat, sovint l'aigua brolla com en un brollador o font, anomenat pou artesià.

## Fondària dels aqüífers

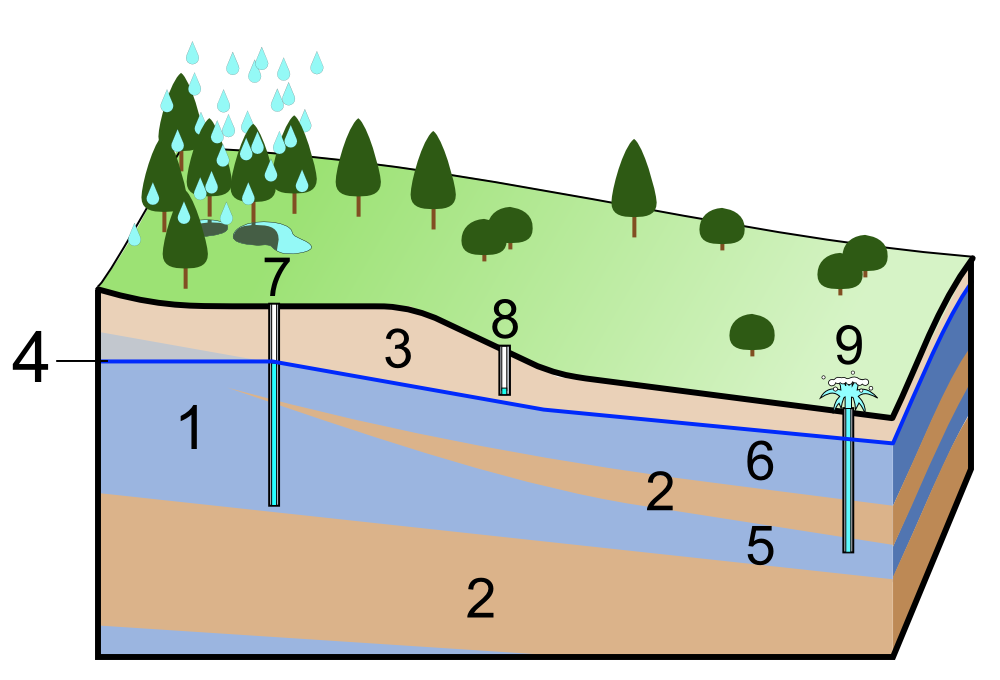
Esquema d'un aqüífer amb dues regions, una confinada i l'altra lliure. La línia blava (4) indica el nivell freàtic. El pou (7) provoca una caiguda del nivell freàtic superior a ell (Tram horitzontal de la línia 4). Si el volum extret pels pous és superior a la recàrrega dels aqüífers, el nivell freàtic baixa.

Els aqüífers es poden presentar a diverses fondàries. Els que es troben a prop de la superfície a més de ser els fàcilment utilitzables per aigua potable i irrigació també són els que més probablement la pluja faci arribar el nivell a la superfície. Moltes zones desèrtiques muntanyoses (Atles, Anti-Líban, etc.) tenen aqüífers poc profunds que s'exploten però també poden quedar fàcilment sobreexplotats per baixada del nivell d'aigua i quedar contaminada per intrusió d'aigua salada marina.
Una platja proporciona un model per entendre un aqüífer. Si es fa un forat a la sorra de la platja es trobarà sorra molt humida o saturada a certa fondària. Aquest forat seria una mena de pou, la sorra humida representa un aqüífer i el nivell en el qual l'aigua puja en el forat seria el nivell de la capa freàtica.

## Classificació
L'aigua subterrània es pot trobar a gairebé qualsevol punt superficial de la terra, però aquesta aigua no és necessàriament aigua dolça. L'escorça de la terra es pot dividir en dues regions: la zona saturada o zona freàtica on tots els espais disponibles estan omplerts d'aigua i la zona no saturada on hi ha espais sense aigua omplerts d'aire.
Saturació significa que la pressió d'aigua és més gran que la pressió atmosfèrica.
Les condicions de no saturació ocorren per sobre de la capa freàtica quan la pressió de l'aigua és negativa (la pressió absoluta no pot ser mai negativa però la pressió mesurada amb aparell sí) i l'aigua que omple els porus de manera incompleta del material aqüífer està sota succió. La pujada capil·lar normal en un sòl argilós és menor de 1.80 m però el rang pot anar de 0,3 a 10 m.

### Aqüífers confinats i no confinats
Els aqüífers no confinats de vegades s'anomenen aqüífers de capa freàtica o freàtics, ja que la seva capa superior és la capa freàtica. Situats més a prop de la superfície.

### Aqüífers confinats
L'aigua es troba tancada entre dues capes impermeables i sotmès a una pressió diferent de l'atmosfèrica (superior). Només rep l'aigua de pluja per una zona on hi ha materials permeables, recàrrega al·lòctona on l'àrea de recàrrega es troba allunyada del punt de mesura, i pot ser directa o indirecta depenent de si és aigua de pluja que entra en contacte directe amb un aflorament de l'aigua subterrània, o les precipitacions han de travessar les diferents capes de sòl abans de ser integrada a l'aigua subterrània. A les zones de recàrrega se'ls pot dir zones d'alimentació. A causa de les capes impermeables que tanquen l'aqüífer, mai s'evidenciaran recàrregues autòctones (situació en què l'aigua prové d'una àrea de recàrrega situada sobre l'aqüífer), cas típic dels aqüífers semiconfinats i els no confinats o lliures (freàtics).
Són els que es troben a més profunditat i estan confinats entre dues capes de roca impermeable cosa que hi fa augmentar la pressió i ens permetria construir un pou artesià.

## Aigua subterrània en formacions rocoses
Mitjançant l'erosió càrstica hi poden haver rius d'aigua subterrània, però es tracta d'un fenomen poc estès a la terra i és més corrent és que els espais porosos de la superfície de la roca simplement se saturin amb aigua que queda retinguda amb certa tensió hídrica, com ho pot fer una esponja.
També una roca de baixa porositat, però molt fracturada pot formar un bon aqüífer via flux de fissuració. Un exemple de roques amb clivells és el granit.
A més de la porositat es necessiten altres característiques per formar un bon aqüífer.

## Recàrrega de l'aqüífer
L'aigua del sòl es renova en general per processos actius de recàrrega des de la superfície. La renovació es produeix lentament quan la comparem amb la dels dipòsits superficials, com els llacs, i els cursos d'aigua. El temps de residència (el període necessari per renovar per complet un dipòsit a la seva taxa de renovació normal) és molt llarg. En alguns casos la renovació està interrompuda per la impermeabilitat de les formacions geològiques superiors (aqüitards), o per circumstàncies climàtiques sobrevingudes d'aridesa.
En certs casos es parla d'aqüífers fòssils, aquests són bosses d'aigua subterrània, formats en èpoques geològiques passades, i que, a causa de variacions climàtiques ja no tenen actualment recàrrega.
L'aigua de les precipitacions (pluja, neu…) pot tenir diferents destinacions una vegada arriba a terra. Es reparteix en tres fraccions. Es diu vessament a la part que llisca per la superfície del terreny, primer com a riera difusa i després com aigua canalitzada, formant rierols i rius. Una altra part de l'aigua s'evapora des de les capes superficials del sòl o passa a l'atmosfera amb la transpiració dels organismes, especialment les plantes; ens referim a aquesta part com a evapotranspiració. Finalment, una altra part s'infiltra en el terreny i passa a ser aigua subterrània.
La proporció d'infiltració respecte al total de les precipitacions depèn de diversos factors:
- L'existència o no de sòl desenvolupat i la seva composició litològica. El sòl ajuda a absorbir i retenir part de l'aigua que cau a terra.
- La litologia del subsol i la roca mare influeix a través de la seva permeabilitat, la qual depèn de la porositat, de la diàclasi (esquerdament) i de la mineralogia del substrat. Per exemple, els minerals argilosos s'hidraten fàcilment, inflant-se sempre en algun grau, la qual cosa dona lloc a una reducció de la porositat que acaba per fer al substrat impermeable.

- Un altre factor desfavorable per a la infiltració és un pendent marcat.

- La presència de vegetació densa influeix de forma complexa, perquè redueix l'aigua que arriba a terra (intercepció), però s'estén en el temps l'efecte de les precipitacions, desprenent a poc a poc l'aigua que mulla el fullatge, reduint així la fracció d'escorrentia i augmentant la d'infiltració. Un altre efecte favorable de la vegetació té a veure amb les arrels, especialment les arrels denses i superficials de moltes plantes herbàcies, i amb la formació de sòl, generalment més permeable que la majoria de les roques fresques.

La velocitat a la qual l'aigua es mou per l'aqüífer depèn del volum dels intersticis (porositat) i del grau d'intercomunicació entre ells. Els dos principals paràmetres de què depèn la permeabilitat. Els aqüífers solen ser materials sedimentaris de gra relativament gruixut (graves, sorres, llims, ...). Si els porus són prou amplis, una part de l'aigua circula lliurement a través d'ells impulsada per la gravetat, però una altra queda fixada per les forces de la capil·laritat i altres motivades per interaccions entre ella i les molècules minerals.
En algunes situacions especials s'ha aconseguit la recàrrega artificial dels aqüífers, però aquest no és un procediment generalitzat, i no sempre és possible. Abans de poder plantejar-se la conveniència de proposar la recàrrega artificial d'un aqüífer és necessari tenir un coneixement molt profund i detallat de la hidrogeologia de la regió on es troba l'aqüífer en qüestió d'una banda i per una altra disposar del volum d'aigua necessari per a tal operació.

## Descàrrega de l'aqüífer

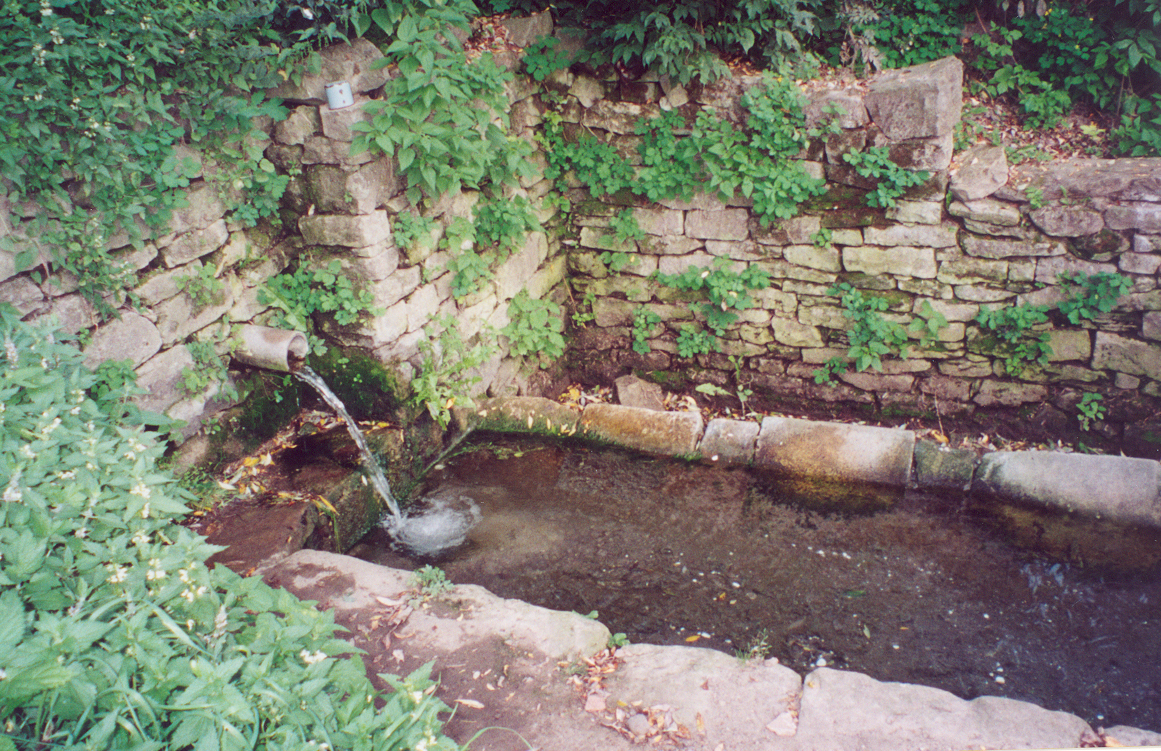
una font comuna d'aigua potable en un poble d'Ucraïna.

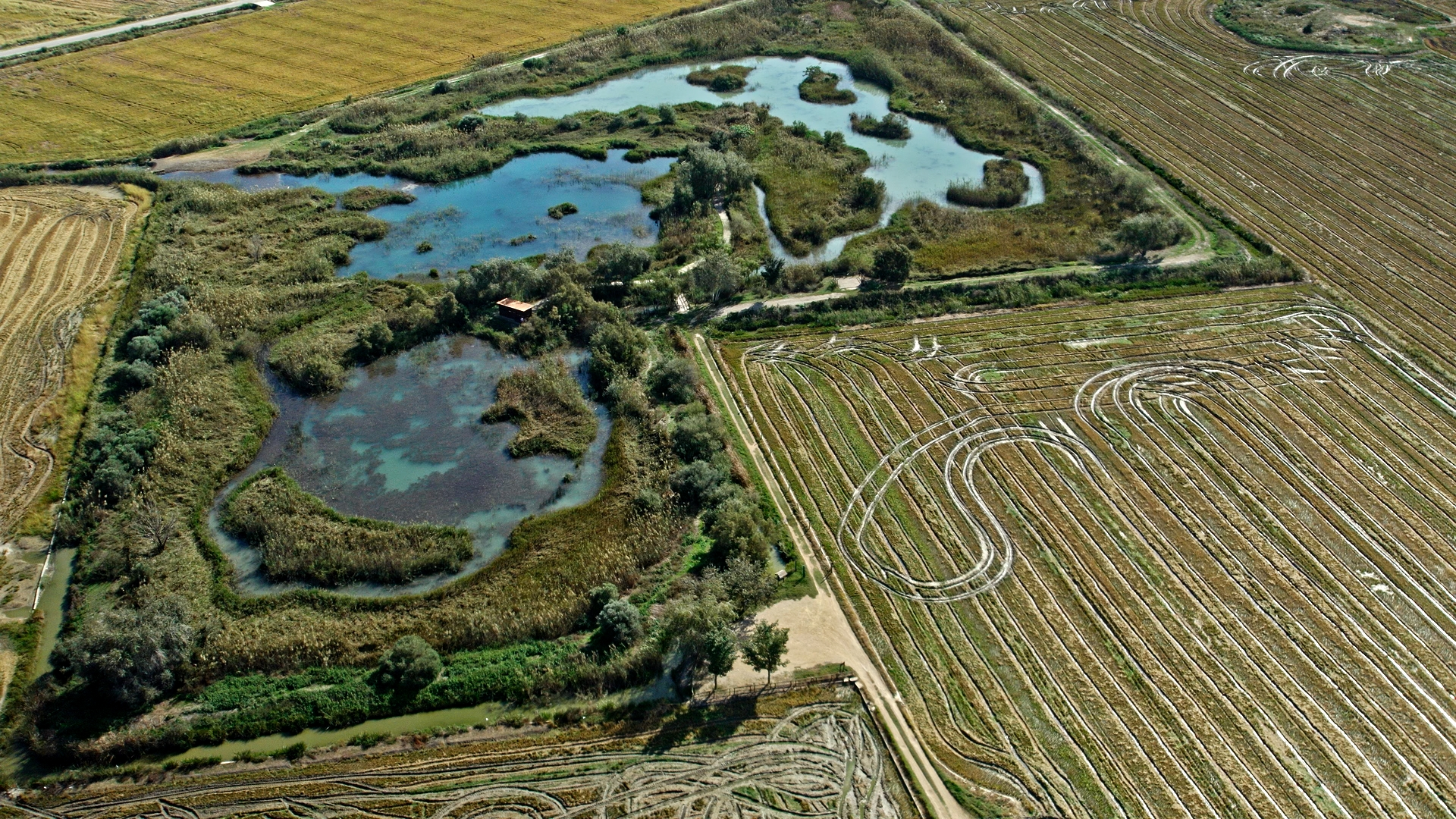
Quan el punt de descàrrega d'un aqüífer està colgat a poca profunditat per un estrat sedimentari i l'aigua té prou força com per crear una surgència permanent es parla d'ullal. Imatge: Ullal de Baldoví, Ribera Baixa. Any 2022.

L'aigua subterrània mana (brolla) de manera natural en diferents classes de surgències en els vessants i de vegades en fons del relleu, sempre allà on el nivell freàtic intercepta la superfície. Quan no hi ha surgències naturals, a l'aigua subterrània es pot accedir a través de pous, perforacions que arriben fins a l'aqüífer i s'omplen parcialment amb l'aigua subterrània, sempre per sota del nivell freàtic, en què provoca a més una depressió local. L'aigua es pot extreure per mitjà de bombes. L'aigua també es desplaça a través del sòl, normalment seguint una direcció paral·lela a la del drenatge superficial, i això resulta en una descàrrega subterrània al mar que no és observada en la superfície, però que pot tenir importància en el manteniment dels ecosistemes marins.
El flux hipodèrmic o "interflux" és aquell que circula de manera ràpida per certes formacions permeables d'escassa profunditat, en general, lligada a Alveo fluvials (aqüífers subalvis que procedeixen d'una ràpida infiltració, alta velocitat de transmissió (conductivitat). Aquests fluxos solen anar lligats al mateix flux en el riu, donant-se de vegades al riu el nom de curs intermitent, ja que el que s'observa en el riu és que aquest té trams amb aigua i trams secs.

## Humans i aqüífers

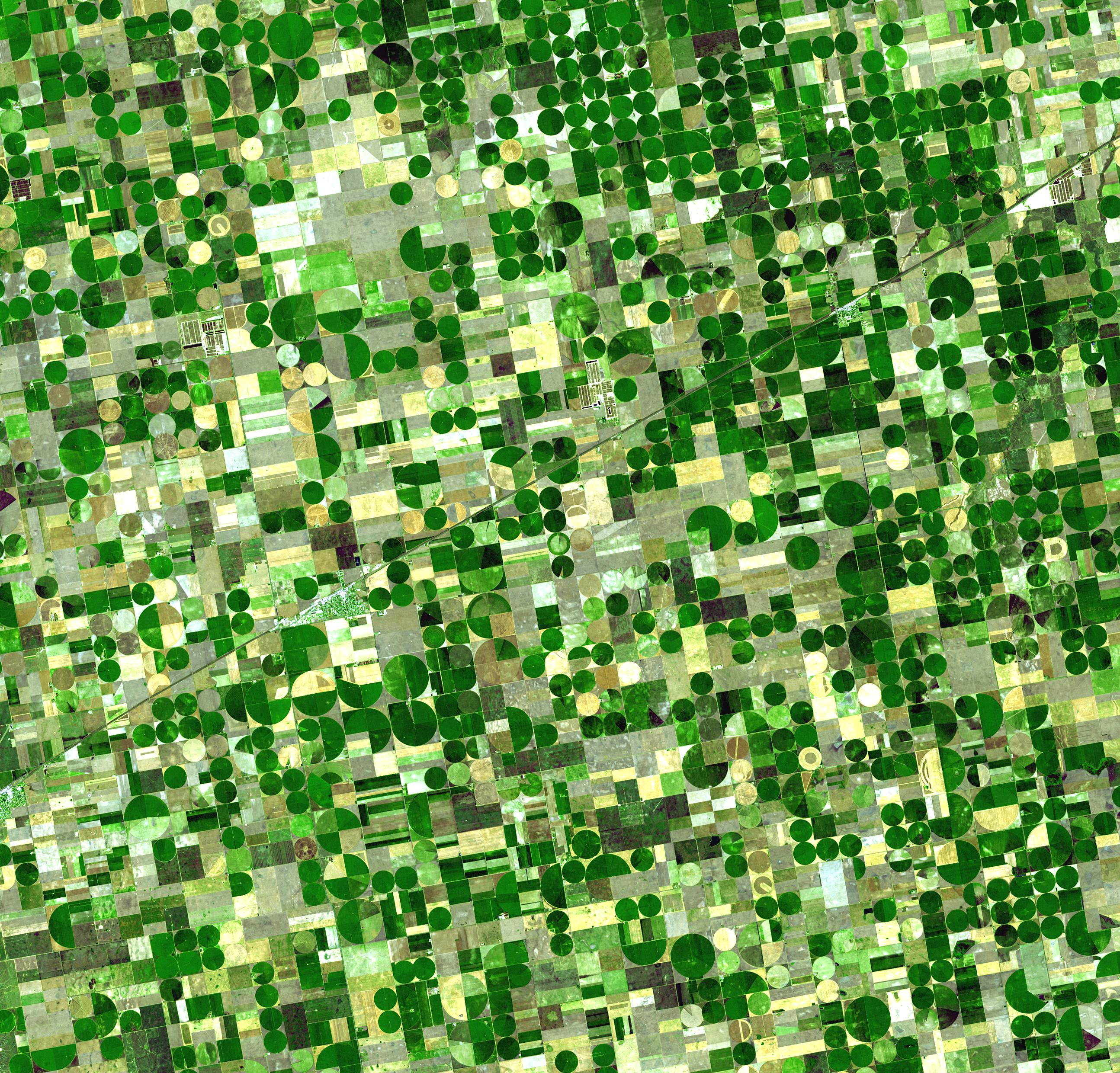
Irrigació a Kansas de l'aqüífer Ogallala

A gran part del món hi ha aqüífers importants. L'aigua del subsol és un recurs important, però de difícil gestió, per la seva sensibilitat a la contaminació i a la sobreexplotació -els dos problemes més importants-. En zones costaneres hi pot haver intrusió d'aigua de mar salina.
L'aigua dels aqüífers es fa servir principalment en agricultura i aigua potable a través de pous. Molts d'aquests pous tenen el seu nivell molt pròxim a la superfície i en part s'omplen amb aigua de pluja.
La disminució d'aigua dels aqüífers ha estat citada com una de les causes de la crisi d'aliments de 2011.

## Contaminació de l'aigua subterrània
L'aigua subterrània tendeix a ser dolça i potable, ja que la circulació subterrània tendeix a depurar l'aigua de partícules i microorganismes contaminants. No obstant això, de vegades aquests arriben a l'aqüífer per l'activitat humana, com la construcció de fosses sèptiques o l'agricultura. D'altra banda, la contaminació pot ser deguda a factors naturals si les capes freàtiques són massa riques en sals dissoltes o per l'erosió natural de certes formacions rocoses.
La contaminació de l'aigua subterrània pot romandre per llargs períodes. Això es deu a la baixa taxa de renovació i llarg temps de residència, ja que l'aigua subterrània no es poden aplicar processos artificials de depuració com els que es poden aplicar als dipòsits superficials, per causa del seu difícil accés.
Entre les causes antropogèniques (degudes als éssers humans) de la contaminació són la infiltració de nitrats i altres adobs químics molt solubles usats en l'agricultura. Aquests solen ser una causa greu de contaminació dels subministraments en planes d'elevada productivitat agrícola i densa població. Altres fonts de contaminants són les descàrregues de fàbriques, els productes agrícoles i els químics domèstics. Els contaminants també poden provenir de tancs d'emmagatzematge d'aigua, pous sèptics, llocs amb deixalles perillosos i abocadors. Actualment, els contaminants de l'aigua subterrània que més preocupen, Són els compostos orgànics industrials, com dissolvents, pesticides, pintures, vernissos, o els combustibles com la gasolina.
Pel que fa als adobs químics minerals, els nitrats són els que generen més preocupació. Aquests s'originen de diferents fonts: l'aplicació de fertilitzants, els pous sèptics que no estan funcionant bé, les llacunes de retenció de residus sòlids no impermeabilitzades per sota i la infiltració d'aigües residuals o tractades. L'enverinament amb nitrat és perillós en els nens. En alts nivells poden limitar la capacitat de la sang per transportar oxigen, causant asfíxia en nadons. En el tub digestiu el nitrat es redueixen nitrits, que són cancerígens, etc.

## Exemples d'aqüífers
- La Gran Conca Artesiana d'Austràlia és l'aqüífer més gran del món[6] amb uns 1,7 milions de km².
- L'Aqüífer Guaraní amb 1,2 milions de km².
- Aqüífer Ogallala al centre dels Estats Units.